# Brighton Rock
Pour les articles homonymes, voir Brighton Rock (homonymie).
Pistes de Sheer Heart Attack
Killer Queen
Brighton Rock est une chanson du groupe Queen, écrite par Brian May et parue dans l'album Sheer Heart Attack en 1974. Le solo est classé dans le top 100 des meilleurs solo de guitare par la radio britannique Planet Rock.
Elle est également entendue dans le film Baby Driver comme étant l'une des chansons préférées du personnage principal, Baby, et jouée lors de la dernière scène d'action du film, qui a contribué à un regain de popularité pour la chanson,,,,,.